# Gorilla Grodd
Gorilla Grodd es un supervillano ficticio que aparece en los cómics publicados por DC Comics, principalmente como un enemigo de The Flash. El personaje fue creado por John Broome y Carmine Infantino, y apareció por primera vez en The Flash # 106 (mayo de 1959). Es un gorila malvado y súper inteligente que ganó poderes mentales después de haber estado expuesto a la radiación de un extraño meteorito.
IGN lo nombró 35 de los 100 mejores villanos de cómic. El personaje aparece en varios shows vistos en The CW, Arrowverse, interpretado por David Sobolov y diseñado por CGI. En sus apariciones en televisión, se dice que Grodd adquirió sus poderes supermentales a través de la exposición a la radiación de la explosión del acelerador de partículas.

## Biografía del personaje ficticio
Gorilla Grodd es un gorila telépata hiperinteligente capaz de controlar las mentes de los demás. Era un simio promedio hasta que una nave espacial extraterrestre (retomada de un meteorito radioactivo que también empoderaba a Héctor Hammond) se estrelló en la casa africana de Grodd. Grodd y su tribu de gorilas fueron imbuidos de súper inteligencia por el piloto de la nave. Grodd y su compañero gorila Solovar también desarrollaron poderes telepáticos y telequinéticos. Dirigidos por el extraterrestre, los gorilas construyeron la super-avanzada Ciudad Gorila. Los gorilas vivieron en paz hasta que su hogar fue descubierto por los exploradores. Grodd obligó a uno de los exploradores a matar al alienígena y se hizo cargo de Ciudad Gorila, planeando conquistar el mundo a continuación. Solovar contactó telepáticamente a Barry Allen para advertirle sobre los planes del malvado gorila, y Grodd fue derrotado. El villano se las arregla para volver una y otra vez a plagar a Flash y los aliados del héroe.
En su primera aparición en Pre-Crisis, se encontró con Flash mientras buscaba a Solovar (que había sido encarcelado) durante un viaje al mundo humano. Grodd probó la mente de Solovar para encontrar el secreto del control mental para poder controlar a Ciudad Gorila, usando a sus habitantes para conquistar el mundo. Solovar sale de la jaula y le dice a Flash. Flash derrota a Grodd y elimina temporalmente su telepatía. Cuando su poder regresa, se escapa y construye una máquina para despojar a sus compañeros gorilas de su inteligencia. Flash descubre por Solovar donde Grodd ha escapado y destruye la máquina. Grodd vuelve a ser encarcelado, pero usa una máquina excavadora que construyó antes para escapar. Asumiendo forma humana, crea una droga para fortalecer sus habilidades. Después de detener fácilmente a Flash, Grodd experimenta un efecto secundario que elimina sus nuevos poderes. Flash detiene a Grodd y lo lleva de regreso a Ciudad Gorila. Grodd finge su muerte transfiriendo su mente a un hombre en Central City, pero es capturado y arrestado. Más tarde, instigó la Galería de villanos de Flash, y los sacó de la cárcel para distraer a Flash después de transferir su mente a la de Freddy, un gorila en un zoológico. Gracias a Solovar, Flash se entera de la fuga de Grodd. Irónicamente, Grodd, a pesar de usar la radiación para anular la velocidad de Flash, es derrotado por la pareja del gorila cuando lo oye mencionar a otro gorila. Él y Freddy son restaurados a sus cuerpos normales.
Grodd es reclutado junto con varios otros villanos como uno de los miembros originales de la Sociedad Secreta de Super Villanos. En esta serie, Grodd derrota a Kalibak, el hijo de Darkseid, en una pelea de rencor de mano a mano, pero luego es derrotado por el Capitán Cometa, quien es capaz de repeler la energía mental de Grodd. Durante la búsqueda de los tesoros de un hechicero, Grodd es capaz de defenderse de Wally West y escapar de él usando el Quadro-Mobile de mando mental, y más tarde deja al Capitán Cometa inconsciente, y se muestra que puede para hipnotizar a la nueva Star Sapphire, así como para proteger a otros del sondeo mental.
En una confrontación con Wally West, Grodd aumenta la mayor parte del poder mental de los animales en Central City. Espera poner en peligro la vida de todos los humanos, pero este plan es contraproducente porque algunas de las mascotas son demasiado leales a sus humanos. Los planes de Grodd son derrotados por Flash, asistidos por Pied Piper, Vixen y Rex el Perro Increíble.
El villano inmortal Vandal Savage secuestra a Omen, miembro de los Titans, para formar el equipo perfecto de adversarios para los Teen Titans. Savage se acerca a Grodd y le ofrece ser miembro de este nuevo grupo anti-titanes conocido como Tartarus y promesas de poder e inmortalidad. Grodd se une a Tartarus en su misión de sintetizar la sangre inmortal de H.I.V.E. La señora Addie Kane, como Savage, busca crear un suero que otorgue la inmortalidad. Sus esquemas se ven frustrados cuando intervienen los Titanes. La Tempestad más tarde dirige una misión de rescate para salvar a Omen de Savage. Durante el intento de rescate, Tartarus se derrumba sobre sí mismo debido a que cada miembro tiene una agenda diferente, porque Omen había elegido deliberadamente miembros que no trabajarían bien juntos. Cuando Siren cambia de alianza durante la batalla y ayuda a Tempestad a escapar, los miembros de Tartarus toman caminos separados.
Grodd ha realizado no menos de dieciocho intentos para eliminar todos los rastros de la humanidad de la faz de la Tierra. En Son of Ambush Bug # 5 (noviembre de 1986), viaja al Cretácico Tardío " para borrar todas las huellas de la evolución humana de la corriente del tiempo" (a pesar del hecho de que los ancestros de la humanidad también serían sus propios antepasados). Sus planes se rompen por la repentina aparición de Titano y Ambush Bug que despiertan de una pesadilla. Si el plan de Grodd es o no un fracaso es discutible.
En el último número de Capitán Zanahoria y su increíble equipo del parque zoológico, Grodd viaja a la Tierra-C en un intento de conquistar, pero es derrotado por los esfuerzos del equipo del parque zoológico (más cambiado por otro de los Teen Titans).
En la serie limitada Angel and the Ape de 1991, Grodd se revela como el abuelo de Sam Simeon (el compañero de Ángel). Esto está en conflicto con Martian Manhunter Annual # 2 (1999), que establece que Simeon es el hermano de Grodd.
En el especial de bodas de la Liga de la Justicia de América, Gorilla Grodd se encuentra entre los villanos vistos como miembros de la Liga de Injusticia Ilimitada.
Durante la Noche Final, Grodd intentó usar un talismán místico llamado Corazón de la Oscuridad (normalmente efectivo solo en eclipses) que sacó a la "bestia interior" de los humanos, convirtiendo a la población de la ciudad de Leesburg en monstruos salvajes, incluido Supergirl. Sin embargo, Supergirl finalmente pudo luchar contra la influencia de Grodd, lo que le permitió oponerse a Grodd hasta que se restableciera el sol. Se supone que Grodd muere cuando un carámbano cae sobre él.
Uno de los esquemas de mayor alcance de Grodd fue organizar el asesinato de Solovar y manipular a Gorilla City en la guerra contra la humanidad, con la ayuda de un "gabinete en la sombra" de gorilas prominentes llamado Simian Scarlet. En el transcurso de esto, Grodd absorbe demasiada energía neuronal de sus compañeros monos, dejándolo con la inteligencia de un gorila normal. Desde entonces se ha recuperado, y un intento fallido de establecer una base en Florida lleva a su captura y encarcelamiento en Iron Heights.
Grodd había sido atrapado dentro del cuerpo humano de un vagabundo de la calle con sobrepeso. Fue atacado por una pandilla conocida como los buitres. Uno de ellos comentó cómo su miembro Iggo tenía la fuerza de un gorila, lo que le recordó a Grodd su verdadera forma. De repente, volviendo a su forma y tamaño originales, rápidamente derrotó a la pandilla, haciéndoles creer que se están quemando en lava fundida al usar sus habilidades telepáticas. Leyendo las mentes de los ladrones, vio que uno de los antiguos miembros de su pandilla era un amigo de Flash, y un plan comenzó a formarse en su mente.
Grodd encontró otra roca espacial, idéntica a la que le había dado sus poderes, y se contactó con Héctor Hammond, un humano que también había ganado poderes similares. Grodd pudo tomar el control de Gorilla City después de aumentar sus habilidades evolutivas, pero fue derrotado una vez más.
Grodd también se ve en el arco de Superman / Batman "Public Enemies" que controla a numerosos villanos y héroes para derrotar a Superman y Batman por el premio de mil millones de dólares ofrecido por el entonces presidente de los EE. UU., Lex Luthor. A pesar de su uso de enemigos como Mongul, Solomon Grundy, Lady Shiva y Nightshade, Batman es capaz de deducir la mente detrás de los ataques y rápidamente eliminan a Grodd.
Es responsable de la paralización de Hunter Zolomon, lo que resulta en la transformación del hombre en el villano Zoom después de intentar cambiar el evento para que nunca haya ocurrido. Hunter a menudo pensaba en cómo Grodd lo usaba como un juguete en esa pelea mientras hablaba sobre esto con Flash.
En Birds of Prey, Grodd hace un trato con Grimm para conseguir a Blockbuster un corazón de simio.
En el arco de la historia de Clasificados de JLA, Grodd y sus fuerzas atacan al Cuerpo de Ultramar. Grodd tiene la mayoría de los ciudadanos que están protegiendo asesinados. Él personalmente come algunos de los humanos. Durante el transcurso de este incidente, Beryl informa al equipo que Grodd ocupa el tercer puesto en el último "Global Most Wanted".
En la miniserie de Salvation Run, Grodd se une al Joker para reunir su propia facción de los supervillanos exiliados. Él mata a Monsieur Mallah y al Cerebro, y fue derribado por Joker. Se le ve con vida e intenta devolverle la recompensa al Joker.
En Justice League of America, Grodd aparece entre los miembros de la nueva Sociedad Secreta de Libra y se ubica en el Círculo Interior. En la historia de Final Crisis, Gorilla Grodd estaba entre los superhéroes y supervillanos mejor clasificados que se convirtieron en Justificadores. Él es enviado a detener a Snapper Carr y Cheetah, pero falla.

### The New 52
En la nueva continuidad de The New 52 (un reinicio de 2011 del universo de DC Comics), antes de que Flash llegue a la tierra en medio del súper mono, Grodd era el príncipe heredero de Gorilla City hablando con su padre, el rey Grodd, acerca de cómo la luz tocó Su ciudad justa era el destino. El destino que una vez más había inclinado su mano y traído su cultura, pero Grodd rechaza estas afirmaciones que indican que su destino era propio de su mando, y que estaban destinadas a la dominación. Flash (Barry Allen) se encuentra por primera vez con Gorilla Grodd después de un viaje a través de la Fuerza de la Velocidad que lo atrapa en su comunidad oculta, todo lo cual, poco después de que Grodd haya sido recientemente coronado como rey gorila después de matar a su padre y consumir su mente.
Flash es aclamado como un mensajero del que se habla en la profecía de gorilas por todos, excepto Grodd, que ve al intruso como una amenaza para su ascensión y diseños para la conquista mundial. Cuando le contaron la traición planeada por los Ancianos de los Monos de su general más confiable, Grodd dirigió un detalle de ejecución personal en un intento de matar a Barry y asumir el manto del Portador de la Luz. Pero Flash frustra los intentos de Grodd por superarlo, hasta que Rey Grodd hace que las cuevas que contienen la historia de Gorilla Cities colapsen sobre sí mismo, dejándolo inconsciente, lo que permite que Flash se escape.
Después de haber sido desenterrado por el general Silverback mientras todavía estaba enterrado bajo los escombros de la cueva en ruinas, Grodd finalmente se recuperó después de su batalla anterior con Flash. Descubrió que todavía tenía algunos seguidores entre el ejército de simios y que finalmente mataría a la mayoría de los ancianos, salvando a uno necesario para sus planes de invasión. Grodd regresa y ataca a Central City con un ejército de soldados de gorilas que buscan una recompensa contra El Mensajero. Después de un rato de esperar fuera de la batalla, Gorilla Grodd se dirigía a uno de los laboratorios del Dr. Darwin Elías que contienen botes de energía de velocidad excesiva de Flash, el consumo de estas baterías sobrealimenta temporalmente la propia fisiología de la Fuerza de la Velocidad de Grodd, lo que le permite tener suficiente velocidad y poder para abrumar el flash y casi matarlo.
Durante la historia de "Forever Evil", Gorilla Grodd regresa a Central City durante una ceremonia en conmemoración de Flash entre humanos y gorilas en el momento en que Ultraman causó un eclipse. Gorilla Grodd, blandiendo varios nuevos poderes por cortesía de The Light, procede a tomar el control de Central City como su rey y lo renombra como Grodd City. Eventualmente se aburre con esto, Grodd usa sus habilidades aumentadas para despegar, el resto de sus simios lo siguen a partes desconocidas.

### DC Rebirth
Él es el que fundó la organización terrorista llamada Black Hole, y está usando una tecnología que podría contener el poder de Speed Force. Dado que fue derrotado por Flash con sus planes de controlar la Fuerza de la Velocidad frustrada, fue reclutado por Lex Luthor, quien le prometió un poder increíble para paralizar los movimientos de la gente llamado "The Still Force", que fue lanzado debido a la destrucción del Muro de la Fuente.

## Poderes y habilidades
Las habilidades psiónicas de Grodd le permiten colocar a otros seres bajo su control mental y transferir su conciencia a otros cuerpos. Grodd también tiene (en ocasiones) vastas habilidades telekinéticas que van desde haces de fuerza, transmutación telekinética de la materia y elevación mental de miles de toneladas. En temas recientes, ha demostrado la capacidad de absorber inteligencia a través del consumo de cerebros humanos. Posee una gran fuerza sobrehumana muy superior a la de un gorila común. Es un genio científico que ha dominado la tecnología avanzada de Gorilla City y que ha creado muchos inventos increíbles por su cuenta. Él también usa armas láser grandes. Su proceso de pensamiento todavía opera a un ritmo de velocidad relativamente humano; Los Flashes han mostrado cierto grado de inmunidad a sus ilusiones telepáticas al moverse tan rápido que sus pensamientos procesan las ilusiones de Grodd en cámara lenta. En una historia, Grodd gana o fortalece sus ya vastas habilidades psicoquinéticas a través de la ingestión de una píldora que desarrolla después de convertirse en humano, lo que le permite controlar las fuerzas de la naturaleza. Pero después de que se da la vuelta, pierde este poder ya que su cerebro no ha evolucionado lo suficiente; en historias posteriores, sin embargo, se ha visto a Grodd usar sus dos atributos psiónicos abiertamente sin la necesidad de una evolución acelerada.
En el reinicio del Nuevo 52 de continuidad de DC, Grodd, como todos los súper simios de Gorilla City, obtuvo sus poderes de La Luz; El término de identificación de los gorilas para la Fuerza de velocidad de Flash, cuya encarnación misma representa el espacio y el tiempo relativos. Ser de sangre noble El rey Grodd es más duro, más fuerte, más rápido y mucho más dinámico física y mentalmente que otros miembros de sus especies evolucionadas. Tiene una fuerza de gorila mejorada, lo suficiente para desgarrar fácilmente la carne del hueso, recoger y / o destruir autos y dañar a Flash a través de su aura de velocidad, siendo lo suficientemente resistente como para resistir golpes supersónicos del Flash, arrancar ilesos de alambre de púas ileso e incluso sobrevive a los impactos de un mamut cargado afectado por la fuerza de velocidad. Tiene reflejos lo suficientemente agudos como para mantenerse al día con los meta-humanos más ágiles con relativa facilidad, ya que fue capaz de captar a Flash más de una vez mientras corría, después de haber interceptado muchos de sus ataques de alta velocidad más de una vez. Otra faceta de su fisiología es que él, junto con otros simios como él, puede asimilar tanto el conocimiento como los poderes de los enemigos que matan al devorar sus cerebros, un proceso denominado por sus antepasados como "Cerecorbis". Este proceso aumenta la inteligencia de Grodd, otorgándole un súper inteligencia intelectual sobre todos los recuerdos que sus enemigos vencidos tenían, así como las habilidades que pudieran tener. A través de la ingestión directa de las energías de la Luz, gana velocidad aumentada y dinamismo aumentado aún más, lo que le permite no solo mantenerse al día, sino dominar a Flash en una pelea directa, aunque este aumento fue de corta duración como la velocidad de la batería que agotó para obtener su salto fueron una fuente finita, causando que se marchite y se debilite con el tiempo. Sin embargo, gracias a su tiempo atrapado dentro de la dimensión de la fuerza, Grodd obtuvo una aceleración aún mayor de su desarrollo; no solo conserva sus habilidades anteriores de fuerza reforzada y súper velocidad, sino que también acelera su proceso de desarrollo y le otorga telepatía muy parecida a la edad de los ancianos de su especie, así como la telequinesia, que es única para él.

## Otras versiones

### Universo de antimateria
Gorilla Grodd tiene una contraparte en la Tierra del universo de la antimateria posterior a la crisis, llamada General Grodd, que es miembro de Justice Underground. Es un luchador por la libertad de una nación simio militarista.

### Punto de inflamación
En la línea de tiempo de Flashpoint, Gorilla Grodd ha logrado derrocar a Solovar y se ha apoderado de Gorilla City. Gorilla Grodd comenzó una campaña para controlar toda África. A pesar de que su conquista fue un gran éxito, Gorilla Grodd se siente insatisfecho ya que ninguno de sus enemigos ha sido capaz de demostrarle un desafío, y la guerra entre Aquaman y la Mujer Maravilla ha opacado sus acciones, lo que lo frustra constantemente. Pronto comienza a sentirse aburrido por sus logros, ya que son demasiado fáciles para él y, a menudo, deja que sus enemigos vivan, esperando que se conviertan en mayores desafíos en el futuro. También decide comenzar una campaña para controlar Europa, sabiendo perfectamente que esta acción lo convertirá en un objetivo para los atlantes y las amazonas. Gorilla Grodd llega a la escena para atacar durante la guerra atlante / amazónica.

### Injusticia: Dioses entre nosotros
Gorilla Grodd hace una breve aparición en el cómic de Injustice: Gods Among Us, en el que durante la persecución de la Liga de la Justicia por Amo de los Espejos, Grodd es uno de los villanos interrogados por Shazam. Es un personaje jugable en la secuela del juego, Injustice 2.

## En otros medios

### Televisión

#### Acción en vivo
- Gorilla Grodd aparece en The Flash de The CW, capturado por Simón Burnett y expresado por David Sobolov con representaciones adicionales (a través de proxies controlados por la mente) realizadas por Clancy Brown (Wade Eiling), Jesse L. Martin (Joe West), Tom Cavanagh (Harrison Wells), Caity Lotz (Sara Lance) y Danielle Panabaker (Caitlin Snow). Esta versión fue un tema de prueba para los experimentos del General Wade Eilingen el desarrollo de habilidades psíquicas para el interrogatorio bajo la supervisión de S.T.A.R. Labs, pero los experimentos terminaron cuando Eiling torturó a Grodd. En la primera temporada, se expone a las energías de la explosión del acelerador de partículas de Eobard Thawne, lo que le otorga a Grodd la superinteligencia y los poderes telepáticos. Thawne le permite a Grodd vengarse de Eiling y luego distrae a Team Flash, torturando a Joe West hasta que Barry Allen lo expulsa como Flash. En la segunda temporada, Grodd regresa para intentar forzar a Caitlin Snow a crear más gorilas como él. Sin embargo, Grodd está distraído por Harry Wells para salvar a Caitlin, y es desterrado por Flash a Gorilla City en la Tierra-Dos. En la tercera temporada, Grodd manipula a Team Flash para ayudar a organizar un golpe de Estado de Gorilla City para que pueda liderar a los gorilas en una invasión de la Tierra-, pero Team Flash puede ayudar a Solovar a recuperar el comando con el resto de los gorilas que regresan a la Tierra-2 mientras Grodd es enviado a una prisión A.R.G.U.S. en la Tierra-1. Grodd volverá en una fecha futura ya que Nora West-Allen menciona haber oído hablar de una pelea que tendrá lugar con Grodd y King Shark. Esto sucede en el episodio "King Shark vs. Gorilla Grodd", donde Grodd regresa y controla mentalmente a Cisco Ramón y Caitlin Snow para que roben la corona de telepatía de Tanya Lamden en su plan para tomar el control de las mentes de Central City. Sacrificando a su humanidad restaurada, Shay Lamden de Tierra-2 se convierte nuevamente en King Shark y lucha contra Grodd, su estructura cerebral más salvaje que impide que Grodd controle directamente la mente de King Shark. Con la ayuda de Flash y XS, King Shark derrota a Grodd y le quita la corona de telepatía. Luego se coloca a Grodd en un estado de coma inducido por motivos médicos para evitar que use sus poderes.
- Gorilla Grodd aparece en la tercera temporada de Legends of Tomorrow, capturado por el movimiento de un no acreditado Daniel Cudmore y expresado de nuevo por David Sobolov.[33] El personaje es una versión anterior que ahora es un anacronismo. En el episodio "Welcome of the Jungle", él existe durante la guerra de Vietnam y usó sus poderes para esclavizar a los soldados estadounidenses y vietnamitas para formar su propio "reino". Intentó tomar el Waverider solo para que Martin Stein, Gideon e Isaac Newton manipularan los eventos que causaron que Grodd cayera hacia el fuego de napalm causado por el ataque aéreo. Él se salva al ser devuelto al presente por Damien Darhk persuadiéndolo para que trabajen juntos. En el episodio "Invitado protagonizado por John Noble", Mallus, en el cuerpo de Nora Darhk, instruyó a Damien para que enviara a Grodd a la década de 1990 para que se enfocara en Barack Obama, quien estaba en la universidad. Este complot se frustró cuando el átomo lo encarceló en un frasco. Para salvar a Nora, Damien liberó a Grodd en la aldea de Vixen tras la derrota de los señores de la guerra africanos. Nathan Heywood (equipado con un tótem) pudo enviar a Grodd a volar lejos de la aldea. Grodd es tomado en custodia fuera de la pantalla por el Buró de Tiempo después de la muerte de Mallus y enviado de nuevo a su celda desde ARGUS.
- Grodd, sin relación con la versión de Arrowverse, hizo un cameo en el cuarto episodio de The CW's Legacies. Se le ve persiguiendo a un personaje llamado MG a través de un bosque oscuro antes de que se despierte, revelando que estaba leyendo un cómic de Flash con Grodd antes de quedarse dormido.

#### Animación
- Gorilla Grodd apareció en la serie animada ABC Challenge of the Super Friends, con la voz de Stanley Ralph Ross. Él es uno de los dos villanos del Flash (junto con Capitán Frío ) que aparecen como miembros de Legión del Mal de Lex Luthor. Esta versión, aunque altamente inteligente, nunca muestra habilidades telepáticas. En "La trampa del tiempo", crea un método de viaje en el tiempo, que la Legión de la fatalidad aparentemente usa otras veces. En "Revenge on Gorilla City", Grodd trama un plan para tomar el control de Gorilla City y utilizar a sus ciudadanos para conquistar el mundo.
- Gorilla Grodd apareció más tarde en la versión de Super Friends de la década de 1980, con la voz de Stanley Ralph Ross. En el breve episodio "Two Gleeks are Deadlier Than One", él y Giganta capturan y reemplazan a Gleek con un robot duplicado para infiltrarse en los Super Friends y aprender lo que están planeando. En "Revenge of Doom", Grodd fue visto con la Legión del Mal cuando volvieron a estar juntos.
- Gorilla Grodd aparece en Batman: The Brave and the Bold, con la voz de John DiMaggio. En el episodio "¡Terror en la Isla de los Dinosaurios!", Él y sus simios seguidores conspiran para involucionar a la raza humana con un E-Ray desde su sede en la Isla de los Dinosaurios. Se encontraron con conflictos con Batman y Plastic Man. Con Batman convertido en un simio, Plastic Man ayuda al simio Batman a pelear contra Grodd y sus sirvientes. Cuando se activó el E-Ray, los humanos evolucionaron a su estado natural cuando Batman puso el E-Ray en reversa cuando Grodd no estaba mirando. Incluso evolucionó a Grodd hasta convertirse en un humano y al final terminó encarcelado en Iron Heights, planeando su venganza. Más tarde se mostró a Grodd (aún en forma humana) en el episodio "Día del Caballero Oscuro" escapando de Iron Heights e intentando atacar a Batman, pero se detuvo ante la Flecha Verde. El personaje tiene una contraparte heroica en un universo paralelo en "Deep Cover for Batman!" que se asemeja a Solovar; Batman casi golpea a la contraparte, pero se detiene y explica "Pareces alguien que conozco". Joker y otros villanos en el episodio "Game Over for Owlman!". Grodd es el principal oponente de Batman una vez más en el episodio "Last Bat on Earth" en el que viaja a un futuro posapocalíptico. Allí, él toma el mando de un ejército de simios inteligentes y usa tecnología superior para derrotar a sus oponentes, una ciudad de tigres de evolución similar; se revela que Grodd se ofende a la gente que lo llama mono o chimpancé. Batman persigue a Grodd hasta este momento y consigue la ayuda de Kamandi para derrotar a Grodd. Al final, Grodd es pisoteado por sus fuerzas de retirada y es devuelto al presente en esposas con Batman. Grodd regresa como el principal adversario de Batman, el detective Chimp, Bestia B'wana y Vixen en el episodio "Gorillas in Our Midst", formando una alianza con Monsieur Mallah y Gorilla Boss para crear el ejército de simios GASP (Gorillas and Apes Seizing Power) para apoderarse del mundo. Grodd captura al detective Chimp encubierto y luego captura a Batman, revelando tanto una estratagema para capturar Gotham City y una obsesión con Batman en la forma de un cinturón de utilidad, proclamando que lo ha tenido durante años, pero simplemente no lo ha usado. Él y su ejército de gorilas más tarde invaden Gotham y se enfrentan contra B'wana Beast y Vixen, que su ejército de gorilas captura y coloca en un zoológico. Luego recapturan a Batman y al Detective Chimp cuando regresan a Gotham e intentan rescatar a Gotham, pero fueron derrotados cuando usaron los poderes de la Bestia B'wana para escapar y empoderar a Batman con la forma de un Griffin de murciélago.
- Gorilla Grodd aparece en Justice League Action, expresado nuevamente por David Sobolov. En el episodio "Mxy's Mix-Up", lleva a su ejército de gorilas a atacar a las Naciones Unidas, donde terminan luchando contra Superman, Batman y Stargirl. Mister Mxyzptlk se estrella en la batalla mezclando las mentes de Superman, Batman y Stargirl. Esto causa algunas dificultades durante su lucha contra Grodd y su ejército. Cuando el equipo bravo de la Liga de la Justicia llega con Firestorm, Grodd es testigo de que Mister Mxyzptlk también confunde sus mentes. Cuando la mente de Martin Stein engaña al señor Mxyzptlk para que diga el nombre de este último al revés, las mentes de la Liga de la Justicia se restauran en sus cuerpos cuando derrotan a Grodd y su ejército, quienes luego son arrestados por la policía. En el episodio "Harley Goes Ape", Grodd usa un casco para controlar a Titano. Superman y Stargirl llegan para luchar contra los monos, pero son rechazados. Harley Quinn llega habiendo utilizado para trabajar con Titano, ella lo distrae. Enfurecido, Grodd tiene a Titano intentando matar a Harley. Sin embargo, Superman se quita el casco y Titano arroja a Gorilla Grodd a un camión de la policía. Más tarde, cuando Harley es puesto en el mismo camión, se disculpa tímidamente y Harley decide actuar como su psicóloga.

#### Universo animado DC
Gorilla Grodd aparece en varias series animadas ambientadas en el universo animado de DC, con la voz de Powers Boothe.
- Gorilla Grodd aparece en la serie animada de la Liga de la Justicia. Esta versión odia los plátanos que se ofende que le ofrezcan. Presentado en la temporada de "The Brave and the Bold", es un fugitivo de la secreta Gorilla City, un posible tirano rechazado que jura venganza sobre sus compañeros primates. Manteniendo una relación de correo electrónico con la científica Dra. Sarah Corwin (con la voz de Virginia Madsen), llega a Central City para cubrir la metrópolis con un escudo similar al de Gorilla City. Esto le proporciona una base oculta desde la cual lanzar un asalto nuclear contra Gorilla City, mientras controla a la población de Central City con su casco de control mental. Fash, Linterna Verde y el jefe de seguridad de Gorilla City, Solovar, se apresura a derrotar a Grodd mientras la Liga de la Justicia detiene las bombas. Grodd queda incapacitado cuando intenta usar el casco de control mental en el Flash, sin saber que el Flash había cambiado varios cables a alta velocidad. Más tarde, en Gorilla City, se muestra a Grodd en una celda de prisión parecida a un zoológico, apareciendo como si tuviera un daño cerebral. Cuando la Liga y Solovar salen del área, la cámara se enfoca en la cara de Grodd en los últimos segundos del episodio, mientras se da cuenta de lo que siente y se pone furioso cuando se quiebra el plátano en su mano. Grodd regresa en la segunda temporada de "Secret Society", mostrando un lado diferente al villano. Ya no enfocado en Gorilla City, Grodd se convierte en un oponente de la Liga de la Justicia en su conjunto, Giganta, que la recluta para una Sociedad Secreta manipulando a cada miembro; El simple goce del asesinato de Killer Frost, el odio de Sinestro por todos los Green Lanterns, el odio de los parásitos por Superman, Shade que Grodd le ofrece como maestro criminal, y Clayface. El odio hacia Batman y que Grodd le prometió encontrar la manera de ser humano otra vez. También resulta que el accidente de Grodd con su casco de control mental le ha dado poderes mentales, que utiliza en esta historia como un tipo sutil de manipulación de las emociones de la Liga. Después de ver a la Liga a través de cámaras secretas durante semanas, Grodd manipula los sentimientos del grupo de superhéroes hasta que sus nemesis comienzan a atacarse mutuamente y terminan alejándose del equipo. Habiendo separado sus nemeses, Grodd intenta capturar a cada superhéroe e invade un espectáculo de medio tiempo de fútbol para intentar deshacerse de los superhéroes públicamente, pero se ve frustrado cuando J'onn J'onzz libera a los demás. Los aliados de Grodd luchan contra la Liga por última vez, pero no logran vencerlos.
- Gorilla Grodd aparece en Justice League Unlimited. En la temporada "Ultimen", Giganta se une a Bizarro en un intento de sacar a Grodd de la prisión, pero fue derrotado por Wonder Woman y Long Shadow; Grodd no aparece realmente en el episodio. En la temporada final, Grodd aparece como el líder de una versión gastada de una Sociedad Secreta como una especie de cooperativa.para los supervillanos, cada uno de los cuales puede actuar por su cuenta, pero puede pedir ayuda en caso de ser necesario (para el veinticinco por ciento de su botín) contra la Liga de la Justicia ampliada. Después de que la Sociedad Secreta busque varios artefactos valiosos en el curso de la última temporada, Grodd revela su plan maestro: convertir a todos los humanos del planeta en un simio. El plan, sin embargo, es frustrado por la Liga. Sin impresionarse, Lex Luthor usurpa la posición de Grodd como el nuevo líder de la Sociedad Secreta debido a que reclama el poder divino cuando se fusiona con Brainiac. Luthor mantiene a Grodd prisionero en la sede de la Sociedad Secreta con la esperanza de que revele cómo reconstituir el último fragmento restante del supercomputador vivo. Cuando Lex intenta sondear la mente de Grodd, Wally West debido a una resonancia psíquica entre Grodd y Flash. Cuando Luthor tiene las oficinas centrales para los viajes espaciales, prometiéndole a la Sociedad Secreta un lugar de liderazgo en el nuevo orden con él mismo como gobernante absoluto, el Tala desechado finalmente libera a Grodd y organiza un motín dentro del grupo de supervillanos. Grodd y Luthor finalmente se encuentran solos y se involucran en peleas. Grodd intenta usar su capacidad de control mental en Lex, pero Luthor había anticipado esto y vuelve a poner el poder de Grodd en sí mismo, dándole a Luthor el control de Grodd. Después de humillar a Grodd, Luthor lo obliga a entrar en una escotilla. Grodd se libera del agarre mental de Luthor y luego se lanza al espacio.

### Película

#### Acción en vivo
Se alude a Gorilla Grodd en una escena que aparece en Liga de la Justicia (2017). Mientras Bruce Wayne / Batman intenta reclutar a Barry Allen / Flash en la Liga de la Justicia, este último menciona rápidamente sus habilidades únicas, incluido el "lenguaje de signos de los gorilas".

#### Animación
- Gorilla Grodd hace un pequeño cameo en Justice League: New Frontier. El gobierno hizo una copia robot de Gorilla Grodd en un complot para capturar aFlash.
- Gorilla Grodd tiene un cameo en Superman / Batman: Public Enemies, con la voz de Brian George (aunque su única línea era "¡No!"). Esta versión tiene el mismo rol de control mental en los mismos villanos que usó en los cómics (Mongul, Solomon Grundy, Lady Shiva y Nightshade) para capturar a Superman y Batman.
- Gorilla Grodd aparece en JLA Adventures: Trapped in Time, con la voz de Travis Willingham.
- Gorilla Grodd aparece en Lego DC Comics Super Heroes: Justice League vs. Bizarro League, con la voz de Kevin Michael Richardson. Él lava el cerebro a algunos villanos para ayudarlo a robar algunas cajas de banano para ser derrotado por la Liga de la Justicia.
- Gorilla Grodd aparece en Robot Chicken DC Comics Special 2: Villains in Paradise, con la voz de Clancy Brown. Un miembro de la Legión de la Fatalidad, también se lo ve representado con una amistad con Lena Luthor.
- Kevin Michael Richardson vuelve a interpretar su papel como Gorilla Grodd en Lego DC Comics Super Heroes: Justice League: Attack of the Legion of Doom. Aparece como miembro de la Legión de la Perdición.
- Gorilla Grodd es un personaje central en Batman Ninja, interpretado por Takehito Koyasu y Fred Tatasciore en japonés e inglés respectivamente.[35][36] Grodd inventa una máquina que está destinada a expulsar a los villanos de Gotham City, pero el ataque de Batman hace que los villanos de Grodd, Batman y Gotham sean teletransportados al Japón feudal.

### Videojuegos
- Gorilla Grodd aparece en Justice League Heroes, con la voz de Neil Kaplan. Un robot doble de Brainiac libera a Gorilla Grodd de su prisión para que pueda vengarse de Gorilla City por encarcelarlo.
- Gorilla Grodd es el primer jefe de Justice League Heroes: The Flash. Intenta apoderarse de Keystone City con ciber-gorilas y otros robots proporcionados por Brainiac, pero es detenido por Flash.
- Gorilla Grodd aparece en Batman: The Brave and the Bold - The Videogame, con John DiMaggio retomando su papel. Aparece como uno de los villanos.
- Gorilla Grodd hace una aparición en DC Universe Online, con la voz de Jens Anderson. Aparece como jefe en una de las muchas instancias en solitario. Cuando los jugadores han derrotado a Ultra-Humanite en la Isla Gorilla, Grodd aparece observando el resultado desde su base, donde afirma que Ultra-Humanite no es un verdadero simio. En la campaña del héroe, los jugadores se infiltran en el laboratorio de Grodd para rescatar a Flash. Después de que el jugador y Flash derrotan a Grodd se escapa. En la campaña de los villanos, los jugadores ayudan a Grodd a luchar contra Flash y el Flash original durante una redada en los laboratorios S.T.A.R. Cuenta con el apoyo de los brigadistas de gorila, granaderos de gorila, tenientes de gorila, tiradores de gorila, exploradores de gorila, aplastadores de gorila, soldados de gorila, técnicos de gorila, tropa de gorilas, libertadores de Grodd y el capitán Shortly.
- En el episodio de "Temporada de la infamia" de Batman: Arkham Knight "Bajo la superficie", el nombre de Gorilla Grodd está grabado en la puerta de una celda de la Penitenciaría de Iron Heights donde el Guardián del Rango fue atacado por Killer Croc.
- Gorilla Grodd aparece como un personaje jugable en DC Unchained.

#### Lego
- Gorilla Grodd aparece en Lego Batman 2: DC Super Heroes, con la voz de Travis Willingham. Está disponible a través de contenido descargable.
- Gorilla Grodd aparece como un personaje jugable en Lego Batman 3: Beyond Gotham, con la voz de Ike Amadi. Él es encontrado por el jugador en Odym y tiene dos misiones. En la primera, requiere que el jugador lo ayude a crear un "Cañón de plátano" dándole un plátano porque "no puede trabajar con el estómago vacío". En la segunda búsqueda, Grodd requiere que el jugador derrote a su exnovia Giganta con su "Banana Cannon".
- Gorilla Grodd aparece como un personaje principal en Lego DC Super-Villains, con la voz de David Sobolov.[37] Aparece por primera vez en la historia a la espera de Lex Luthor y un pequeño grupo de villanos formado por Heat Wave, Captain Cold, Cheetah y Reverse-Flash para encontrarse con él en el trono de Gorilla City, donde terminaron luchando y derrotando a Solovar. antes de que Grodd se una a la Legion of Doom (que Grodd estaba visiblemente reacio). Más tarde, dirige a un pequeño grupo de villanos (Killer Frost, Espantapájaros y Rookie) en la invasión de Oa para rescatar y reclutar a Sinestro.

#### Injusticia
- Gorilla Grodd hace una aparición en Injustice: Gods Among Us. Es un personaje interactivo en el escenario de la isla de Stryker. Grodd también aparece como una tarjeta de soporte en la aplicación iOS.
- Gorilla Grodd aparece como un antagonista y un personaje jugable en Injustice 2, con la voz de Charles Halford.[38][39] Buscando llenar el vacío de poder dejado por el régimen de Superman, Grodd forma un equipo de supervillanos conocido como  La Sociedad Secreta para ayudarlo en su misión de conquistar la Tierra y dominar a la humanidad. Además de The Society, Grodd gobierna sobre Gorilla City después de asesinar a Solovar (que es revelado por Doctor Fate y Atrocitus si cualquiera de ellos se enfrenta a Grodd en la batalla) y encabeza a un militante Ejército de Gorilas. Grodd, su ejército y la Sociedad se enfrentan a Black Canary y Green Arrow. Después de derrotar a Catwoman y Bane y pacificar al doctor Fate cuando Nabu intenta secuestrar a Green Arrow y Black Canary, Grodd y su ejército aparecen, después de haber capturado a Harley Quinn, antes de enfrentarse a Black Canary o Green Arrow. Grodd está derrotado y esposado, pero comienza a reírse cuando Brainiac's Skull Ship aparece en el cielo y secuestra a la pareja de héroes. Más tarde se revela que está ayudando a Brainiac a recolectar la Tierra. Después de que la Sociedad se disuelve de descubrir la verdadera naturaleza de los planes de Brainiac, Grodd continúa confrontando a Aquaman y Black Adam en Kahndaq con Green Arrow y Black Canary bajo su control para ayudar a Brainiac a recoger el poder de la Roca de la Eternidad. Grodd revela que tiene la intención de acercarse a Brainiac para aprender sus debilidades y matarlo en el momento adecuado para tomar el control de su Skull Ship y su tecnología. También se las arregla para tomar el control del Blue Beetle a quien usa para engañar a Black Adam y Aquaman para que lo guíen a la Roca de la Eternidad antes de ordenarle a Blue Beetle que ataque, aunque está derrotado. Grodd luego se enfrenta a la pareja, pero es derrotado por los dos y Aquaman lo ejecuta como recompensa por asistir en el ataque de Brainiac en Atlantis. En su final de jugador único, mata a Brainiac y roba su tecnología para mejorar su poder telepático, esclavizando a la raza humana. Luego comienza una conquista universal utilizando Brainiac's Skull Ship y la tecnología. Con Brainiac's Skull Ship, lidera a su ejército de gorilas mejorado para conquistar el universo como su nuevo emperador. Grodd tiene la costumbre de decir "Arrodillarse ante Grodd", que es una referencia a General Zod.[40] En las batallas normales contra The Flash, se puede afirmar, antes de luchar, que Grodd es su peor enemigo (al menos en el universo de "Injusticia"), como cuando Flash dice que no desearía algo sobre su peor enemigo, Grodd responde: "Como el tuyo, estoy decepcionado". También se insinúa en varios puntos del juego que la maldad de Grodd y su posible locura lo han llevado de un estilo de vida herbívoro a uno más carnívoro, una drástica diferenciación de las caracterizaciones habituales del villano, como revela a Blue Beetle (cuando se enfrenta a él en batalla) que, si bien la mayoría de los gorilas son herbívoros, no lo es, y durante los enfrentamientos en mitad de la batalla, cuando Blue Beetle lo llamó por amenazar con comerse los cerebros de los humanos, él mismo se llama a sí mismo un "carnívoro recreativo".

### Serie web
Gorila Grodd aparece en la serie web DC Super Hero Girls expresado nuevamente por John DiMaggio. Aparece como el subdirector de Super Hero High.

### Misceláneo
- Gorilla Grodd aparece en el programa Super-Friends de DC: The Joker's Playhouse (2010), con la voz de Phil LaMarr.
- Gorilla Grodd apareció en el número 18 del cómic relacionado con Young Justice. Esta versión es un gorila mejorado con veneno de Kobra que fue experimentado por Cerebro y Ultra-Humanite, lo que resultó en una mayor fortaleza e inteligencia.